# Valkyrie Elysium
Valkyrie Elysium (ヴァルキリーエリュシオン?) è un videogioco di ruolo della serie Valkyrie Profile pubblicato nel 2022 da Square Enix.

## Sviluppo
Valkyrie Elysium è stato annunciato nel marzo 2022.
Una demo del gioco è stata distribuita il 15 settembre 2022. Valkyrie Elysium è stato pubblicato per PlayStation 4 e PlayStation 5 il 29 settembre 2022 e distribuito su Steam l'11 novembre.